# Hinojales
Hinojales is een gemeente in de Spaanse provincie Huelva in de regio Andalusië met een oppervlakte van 27,00 km². Hinojales telt 317 inwoners (1 januari 2016).

## Demografische ontwikkeling
Bron: INE, 1857-2011: volkstellingen